# Serra das Espinharas
 Coordenadas : minutos ou segundos > 60
A serra das Espinharas é uma área serrana brasileira localizada na divisa da Microrregião do Seridó Ocidental Paraibano com o Rio Grande do Norte. Esse contraforte serve de divisória de águas entre as bacias do Piranhas-Açu e do Paraíba e em seu sopé estão as nascentes do rio Espinharas.
Localizada no extremo noroeste da Borborema, é um dos últimos contrafortes desse planalto antes da Depressão Sertaneja.